# Nicaraguas riksvapen
Nicaraguas riksvapen liknar också det som användes av Centralamerikanska federationen. Triangeln symboliserar rättvisa, jämlikhet och sanning. Regnbågen och jakobinmössan står för hopp och frihet. De fem vulkanerna mellan två hav erinrar om de fem staterna i federationen.